# کالین مویر باربر
کالین مویر باربر (انگلیسی: Colin Muir Barber; ۲۷ ژوئن ۱۸۹۷ – ۵ مهٔ ۱۹۶۴) فرد نظامی اهل بریتانیا بود. وی همچنین برندهٔ جوایزی همچون نشان امپراتوری بریتانیا و نشان حمام شده‌است.